# Bitez
Bitez ist eine Gemeinde im Landkreis Bodrum der türkischen Provinz Muğla.

## Lage
Der Ort, der früher Ağaçlı (zu Deutsch: reich an Bäumen) hieß, liegt an der Südküste der Bodrum-Halbinsel und grenzt im Westen an Ortakent, im Norden an Konacık und Osten an Gümbet. Im Norden ist der Ort durch die Hauptstraße von Bodrum und Turgutreis bzw. Yalıkavak zu erreichen; im Süden verläuft die Küstenstraße zum Ortakent-Strand bzw. nach Gümbet.

## Ortsteile
Bitez ist zweigeteilt. Im Landesinneren liegt der Hauptort, während man an der Küste eine Strandsiedlung mit vorwiegend touristischen Einrichtungen findet. Dazwischen ist das Gebiet nach wie vor landwirtschaftlich genutzt; man findet Mandarinen- und Olivenhaine.

## Sehenswürdigkeiten
Es gibt Reste einer alten griechischen Kapelle. 